# Chão de Couce
Chão de Couce is een plaats (freguesia) in de Portugese gemeente Ansião en telt 2 349 inwoners (2001).